# Withermarsh Green
Withermarsh Green – wieś w Anglii, w hrabstwie Suffolk, w dystrykcie Babergh, w civil parish Stoke-by-Nayland. W miejscowości znajduje się kościół.